# Ayate

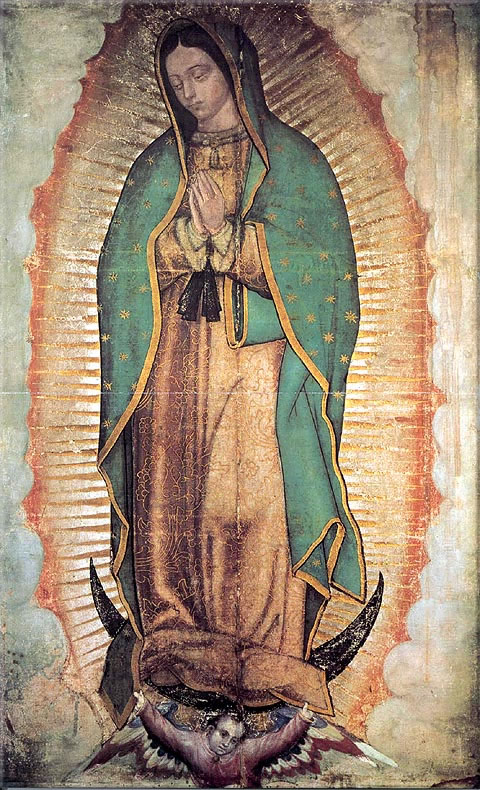
A imagem da Virgem de Guadalupe está impressa sobre um ayate.

Ayate (do náuatle: ayatl), é um tipo de instrumento agrícola usado na Mesoamérica para recolher os frutos das colheitas. Ele pode ser feito de fibras de maguey, palma, henequen ou algodão; de forma retangular que pode medir entre 70 cm a 80 cm de comprimento por 40 cm a 50 cm de largura. Ele possui duas fitas que são presas nos ombros. Atualmente, eles são feitos de fios de cânhamo ou outras fibras sintéticas.
Possivelmente o ayate mais famoso é o que nele está impressa a imagem de Nossa Senhora de Guadalupe. Mas, como suas medidas não se encaixam no ayate tradicional (tem 170 cm de comprimento), acredita-se que provavelmente não foi usado como um ayate tradicional.